# Nikephoros (Sohn des Artabasdos)

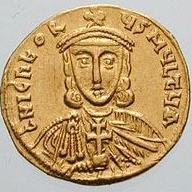
Nikephoros auf dem Revers eines Solidus seines Vaters Artabasdos

Nikephoros (mittelgriechisch Νικηφόρος, * nach 717; † nach 742/43 in Konstantinopel?) war vermutlich der zweite Sohn des byzantinischen Gegenkaisers Artabasdos (741/42–743) und dessen Frau Anna. Er wurde nach der erfolgreichen Usurpation seines Vaters gegen Konstantin V. in den Rang eines Mitkaisers (Basileus) erhoben. Das Datum der Erhebung, 741 oder 742/43, ist in der Forschung umstritten. Nach dem 2. November 743, dem Tag der Rückeroberung Konstantinopels durch Konstantin V., wurde Nikephoros zusammen mit Artabasdos und seinem älteren Bruder Niketas geblendet, im Hippodrom vorgeführt und, laut der legendarisch ausgeschmückten Vita des Michael Synkellos, mit der ganzen Familie ins Chora-Kloster verbannt, wo er auch gestorben und begraben worden sein soll.